# سالم الهندي
سالم الهندي (23 نوفمبر 1964 - )؛ رجل أعمال من كويتي  الجنسية والمدير التنفيذي لشركة روتانا القابضة.
في 23 نوفمبر 2024، أصدرت اللجنة العليا لتحقيق الجنسية بسحب الجنسية الكويتية من سالم الهندي ومن اكتسبها منه بالتبعية.

## المسيرة المهنية
ولد في الكويت حاصل على درجة في الحقوق من جامعة الكويت عام 1989،بدأ العمل في شركة روتانا أوائل التسعينيات نظم العديد من الحفلات في الكويت و المملكة المتحدة ساهم في انضمام الكثير من النجوم أمثال عمرو دياب إلى الشركة، كانت له خلافات مع أصالة نصري، أنغامأمل حجازي ،يشغل منصب الرئيس التنفيذي لشركة روتانا.
في يوليو 2019، عينه تركي آل الشيخ، رئيس مجلس إدارة الهيئة العامة للترفيه نائبًا للجنة الفنية في هيئة الثقافة، وذلك بشكل مستقلّ عن عمله كرئيس تنفيذي لشركة روتانا للصوتيات والمرئيات.

### الحياة الشخصية
تزوج للمرة الأولى من سيدة كويتية لكنه انفصل عنها بعدها تزوج من الفنانة الإماراتية ريم المحمودي عام 2003 رزق من زوجته الأولى بأربعة أبناء فواز، أحمد، نور، أضوى ومن زوجته الثانية بولد وبنت فيصل وعالية